# Telex
Telex – belgijska grupa muzyczna założona w 1978 roku przez Marca Moulina, Dana Lacksmana i Michela Moersa. Zespół powstał z zamiaru „tworzenia czegoś naprawdę europejskiego, innego niż rock i bez gitary – tym pomysłem była muzyka elektroniczna”. Ich muzyka polegała na łączeniu w utworach estetyki disco, punku i eksperymentalnej elektroniki. Debiutancki album Looking for Saint Tropez zawierał hitowy singiel Moskow Diskow, który przyniósł zespołowi międzynarodową sławę. 
Od 1986 roku do 2006 zespół nie tworzył nowych utworów, tylko skupił się na remiksowaniu swoich wcześniejszych dokonań. Stan ten trwał do czasu wydania płyty How Do You Dance?.
Podobnie jak Kraftwerk, członkowie zespołu budowali swoje własne instrumenty muzyczne, przez co brzmienia obu grup wydają się być w niektórych płaszczyznach podobne.
W roku 1980 wzięli udział w konkursie Eurowizji. Zespół wystąpił jako dziewiętnasty (ostatni) w kolejności, zajmując siedemnaste miejsce z sumą 14 punktów. 

## Dyskografia

### Albumy
- 1979: Looking For St. Tropez
- 1980: Neurovision
- 1981: Sex (w niektórych krajach wydany z nieco zmienioną listą utworów jako Birds and Bees)
- 1984: Wonderful World
- 1986: Looney Tunes
- 2006: How Do You Dance?

### Kompilacje i remiksy
- 1989: Les Rhythmes Automatiques
- 1993: Belgium… One Point (Box set pierwszych czterech albumów wraz z dodatkowymi utworami)
- 1994: Is Release A Humour? – We Love Telex (Wydany tylko w Japonii – remiksy japońskich DJ-ów)
- 1998: I Don't Like Music (Remiksy stworzone m.in. przez Carla Craiga)
- 1998: I Don't Like Remixes: Original Classics 78-86 (Składanka najlepszych utworów grupy)
- 1999: I (Still) Don't Like Music Remixes Vol. 2 (Remiksy)
- 2009: Ultimate Best Of
- 2021: This is Telex (Nowe miksy wyboru utworów)
- 2022: Telex EP1[3]
- 2022: Telex EP2[4]
- 2023: Telex EP3[5]
- 2023: Telex (Box set ze zremasterowaną dyskografią zespołu)[6]